# Steiropteris insignis
Steiropteris insignis là một loài dương xỉ thuộc họ Thelypteridaceae. Loài này được Georg Heinrich Mettenius mô tả khoa học đầu tiên năm 1864.